# Séry-lès-Mézières
Séry-lès-Mézières é uma comuna francesa na região administrativa de Altos da França, no departamento de Aisne. Estende-se por uma área de 11,51 km². Em 2010 a comuna tinha 596 habitantes (densidade: 51,8 hab./km²).